# AppleTalk Session Protocol
Das AppleTalk Session Protocol, oder kurz ASP, ist ein Protokoll, das einen gesicherten Datentransport in einem AppleTalk-Netz ermöglicht. ASP ist eine Erweiterung des AppleTalk Transaction Protocols und erlaubt zwei Prozessen den Austausch von Transaktionen und Befehlen.
Es ist definiert in RFC 1742.
Das Protokoll gehört zur Sitzungsschicht.

## Der AppleTalk-Protokollstapel
Die AppleTalk-Protokolle lassen sich in mehrere Schichten einteilen, die einen Protokollstapel (protocol stack) bilden.
Die Protokolle lassen sich wie folgt in das ISO-OSI-Referenzmodell einordnen:
| OSI-Schicht | AppleTalk Protokollstapel | AppleTalk Protokollstapel | AppleTalk Protokollstapel | AppleTalk Protokollstapel | AppleTalk Protokollstapel | AppleTalk Protokollstapel | AppleTalk Protokollstapel |
| 7           |                           |                           | AFP                       | PAP                       |                           |                           |                           |
| 6           |                           |                           | AFP                       | PAP                       |                           |                           |                           |
| 5           | ZIP                       | ZIP                       | ASP                       |                           |                           | ADSP                      |                           |
| 4           |                           | ATP                       | ATP                       | AEP                       | NBP                       |                           | RTMP                      |
| 3           | DDP                       | DDP                       | DDP                       | DDP                       | DDP                       | DDP                       | DDP                       |
| 2           |                           | LLAP                      | ELAP                      | TLAP                      | FDDI                      | ←AARP                     |                           |
| 1           |                           | LocalTalk                 | Ethernet Treiber          | Token Ring Treiber        | FDDI Treiber              |                           |                           |